# Klikchemie
Klikchemie (Engels: click chemistry) is een methodologie uit de organische synthese. De techniek gebruikt chemische reacties met een hoge thermodynamische drijfkracht, doorgaans geleverd door de olefinische pi-binding die een hoge intrinsieke energie-inhoud heeft. De reacties zijn modulair, krachtig, selectief en betrouwbaar zowel op laboratoriumschaal als op grote schaal in de proceschemie. Tijdens de synthese worden koolstof-heteroatoombindingen C-X gevormd (X is een heteroatoom: N, O, P, S, F, Cl, Br of I). Verder gaan deze klikreacties door in hoge omzettingsgraden, kunnen ze toegepast worden op een grote variëteit aan substraten, leveren ze onschadelijke nevenproducten, bezitten ze een hoge atoomefficiëntie en zijn geen schadelijke oplosmiddelen (zoals dichloormethaan of dimethylformamide) nodig.
In een klein aantal stappen en uitgaande van een kleine verzameling bouwstenen kan men met combinatorische technieken een bibliotheek van stoffen samenstellen met uiteenlopende structuren en eigenschappen, die dan gescreend worden op hun werkzaamheid.
Klikchemie wordt als alternatief voorgesteld voor de zogenaamde carbonylchemie, die aldol-achtige reacties gebruikt waarmee nieuwe koolstof-koolstofbindingen gevormd worden. Deze reacties hebben vaak een lage thermodynamische drijfkracht en vereisen dus specifieke katalysatoren. Het zijn bovendien evenwichtsreacties die bijkomende maatregelen vergen om een hoge omzetting te bekomen, zoals de toepassing van het principe van Le Chatelier. Extra stappen zijn dikwijls nodig vanwege de noodzaak van bescherming en ontscherming van functionele groepen. Klikreacties zoals de diels-alderreactie en de hydroformylering vormen geen nevenproducten: ze zetten formeel een dubbele binding om naar twee enkelvoudige bindingen, maar het totaal aantal koolstof-koolstofbindingen verandert niet. Veel klikreacties verlopen goed in water en hebben geen beschermende groepen nodig.
De term werd in 2001 geïntroduceerd door Karl Barry Sharpless samen met Hartmuth C. Kolb en M.G. Finn. Een belangrijke toepassing is de ontdekking van verbindingen met bruikbare eigenschappen, in het bijzonder nieuwe kandidaat-geneesmiddelen.

## Kenmerken
Sharpless en zijn medewerkers formuleerden volgende criteria waaraan een reactie moet voldoen om tot de klikchemie gerekend te worden:
- modulair zijn
- een breed toepassingsgebied hebben
- een zeer hoge opbrengst hebben
- enkel ongevaarlijke nevenproducten vormen, die verwijderd kunnen worden zonder gebruik van chromatografische methoden
- stereospecifiek zijn (maar niet noodzakelijk enantioselectief)

Daarenboven moeten de reacties bij milde omstandigheden doorgaan, ofwel zonder oplosmiddel ofwel in een oplosmiddel dat onschadelijk is of dat gemakkelijk kan verwijderd worden. De reagentia moeten tevens vlot beschikbaar en goedkoop zijn.

## Reacties
Tot de chemische reacties die hiervoor in aanmerking komen behoren:
- cycloadditiereacties, met name 1,3-dipolaire cycloaddities en diels-alderreacties
- nucleofiele substitutiereacties, met name ringopenende reacties van heterocyclische elektrofiele verbindingen met een hoge ringspanning, zoals epoxiden, aziridinen, aziridinium- en episulfoniumionen
- additiereacties aan dubbele koolstof-koolstofbindingen, zoals epoxidaties en Michael-addities
- de vorming van carbamiden (ureumderivaten) en amiden

Concrete voorbeelden van klikreacties zijn: de Huisgen-1,3-dipolaire cycloadditie (met vorming van een 1,2,3-triazool), de thiol-een-reactie en de thiol-yn-reactie.
Klikreacties hebben een hoge thermodynamische drijfkracht, typisch meer dan 80 kJ per mol. Deze reacties gaan snel door, zijn irreversibel en meestal selectief voor een bepaald product. Het zijn geen nieuwe reacties; sommige waren al bijna honderd jaar eerder bekend maar ondertussen in de vergetelheid geraakt.

## Uitgangsstoffen
De basisblokken voor de klikchemie zijn onverzadigde koolwaterstoffen afkomstig uit de petrochemie of uit de natuur: etheen, propeen, butenen, 1,3-butadieen, BTX-aromaten (benzeen, tolueen en de xyleen-isomeren) en diverse terpenen die in de natuur voorkomen. Al deze stoffen bezitten pi-bindingen en zijn daarom erg reactief. Een dubbele koolstof-koolstofbinding, vooral in een gespannen ringsysteem (zoals norborneen), heeft ongeveer 100 kJ/mol meer vrije energie dan een enkelvoudige sigma-binding.